# You, Me, Love
You, Me, Love eller Yumi in Love är en kanadensisk dramafilm från 2007, med Torri Higginson, Kristina Agosti och Nicola Anderson i huvudrollerna. Filmen regisserades av Terry Miles. 

## Handling
Ett par ser verkligheten i vitögat med deras sönderfallande äktenskap när de bjuds in över en helg hos bekanta. En man förlorar sin flickvän men bara för att hitta en mystiskt skadad kvinna på sin ensamma joggingrunda. En lat existentialist-skribent, en tvivelaktig gravid syster, en kvinna som kanske-kanske-inte är prostituerad och ett professionellt par vars hobby är amoralisk och illegal- deras liv trasslar ihop sig och korsar varandras under en enda natt...

## Tagline
In any city, on any night...anything can happen

## Rollbesättning
- Torri Higginson - Leslie
- Kristina Agosti - Helen
- Nicola Anderson - Bibi
- Casey Austin - Daphne
- Paul Bae - Sam
- Kristine Cofsky - Laura
- Rebecca DeJong - Avery
- Lori Henry - Luna
- Keri Horton - Go-Go